# Ludwik Biliński
Ludwik Kazimierz Biliński herbu Sas (ur. 14 sierpnia 1806, zm. 17 lutego 1868)  – polski właściciel ziemski.
Urodził się jako syn Kaspra Bilińskiego i Kasyldy z domu Lewartowskiej. Był żonaty z Sabiną Bilińską z domu Pieniążek (1818-1890). Ich dziećmi byli: Stanisław (żonaty z Zofią Lik Bilińską z Krakowa, ich córką była Aleksandra, w 1896 zamężna w Wacławem Szomkiem), Bolesław, Józef, Julia (po mężu Dulęba), Maria Magdalena (1848-1935, żona Jana Gawła), Edward, Sylwestra wzgl. Sylwia (od 1885 zamężna z adwokatem, Władysławem Chwalibogiem).
Po ojcu żony został właścicielem majątku Młynne Wyżne z Wołową Górą, gdzie posiadał dwór. Zmarł w 1868. Po śmierci Ludwika Bilińskiego dekretem dziedzictwa z 17 lutego 1868 jego dzieci objęły w równych częściach majątek w Młynnem Wyżnem.